# Aimé Césaire
Aimé Fernand David Césaire (Basse-Pointe, 26 giugno 1913 – Fort-de-France, 17 aprile 2008) è stato un poeta, scrittore e politico francese, originario della Martinica.

## Biografia
Dopo aver compiuto studi secondari in Martinica, poi a Parigi (presso il Liceo Louis-le-Grand), e studi universitari a Parigi (École normale supérieure), fa conoscenza con il senegalese Léopold Sédar Senghor e il guyanese Léon-Gontran Damas. Insieme scoprono, grazie alla lettura di opere sull'Africa di autori europei, i tesori artistici e la storia dell'Africa nera, e creano la négritude (negritudine), cioè la nozione che comprende i valori spirituali, artistici, filosofici dei Neri dell'Africa; nozione che diventerà l'ideologia delle lotte dei Neri per l'indipendenza.
Lui stesso voleva liberare la sua isola - la Martinica - dal giogo del colonialismo francese; l'isola diventò, nel 1946, un Dipartimento d'oltremare della Francia. Deputato della Martinica all'Assemblea generale francese, membro (fino al 1956) del Partito comunista francese, fu sindaco di Fort-de-France (capitale della Martinica)
Come poeta, è uno dei rappresentanti più celebri del surrealismo, come scrittore, è autore di drammi illustranti la sorte e le lotte degli schiavi dei territori colonizzati dalla Francia (come Haiti), ma ha attualizzato anche un dramma di Shakespeare, Une tempête (Tempesta, 1968). Il suo poema più conosciuto e popolare è il Cahier d'un retour au pays natal (Diario del ritorno al Paese natale, 1939), che può essere considerato l'enciclopedia della sorte degli schiavi neri e l'espressione della speranza della liberazione dei neri.
Ha vissuto gli ultimi anni in Martinica, ma senza rinunciare completamente alla politica: si veda a questo proposito la sua dura presa di posizione contro il Ministero dell'interno francese, a proposito dei movimenti di protesta degli immigranti in Francia nel 2005-2006.
Césaire è morto il 17 aprile 2008 all'ospedale di Fort-de-France, dove era ricoverato dal 9 aprile. Gli è stato intitolato l'aeroporto internazionale di Martinica.

## Opere
- La poésie (La Poesia), raccolta delle sue poesie, 1994;
- Discours sur le colonialisme (Discorso sul colonialismo), pamphlet, 1955;
- Et les chiens se taisaient (E i cani tacevano), dramma in versi, 1946; lo stesso ma in forma di dramma, 1956;
- La tragédie du roi Christophe (La tragedia del re Cristoforo), dramma, 1963;
- Une saison au Congo (Una stagione nel Congo), dramma, 1966;
- Negro sono e negro resterò, conversazioni con Françoise Vergès (Città Aperta Edizioni, 2006).